# Inodrillia gibba
Inodrillia gibba is een slakkensoort uit de familie van de Horaiclavidae. De wetenschappelijke naam van de soort is voor het eerst geldig gepubliceerd in 1943 door Bartsch.